# 前10年
| 千纪： | 前1千纪                                                                                               |
| 世纪： | 前2世纪 \| 前1世纪 \| 1世纪                                                                           |
| 年代： | 前40年代 \| 前30年代 \| 前20年代 \| 前10年代 \| 前0年代 \| 0年代 \| 10年代                            |
| 年份： | 前15年 \| 前14年 \| 前13年 \| 前12年 \| 前11年 \| 前10年 \| 前9年 \| 前8年 \| 前7年 \| 前6年 \| 前5年 |
| 纪年： | 西汉元延三年                                                                                          |

## 出生
- 8月1日，克勞狄一世（54年10月13日去世）